# هلموت رکناگل
هلموت رکناگل (انگلیسی: Helmut Recknagel؛ زادهٔ ۲۰ مارس ۱۹۳۷) اسکی‌باز پرش اهل آلمان بود.